# بنزیدین
بنزیدین (به انگلیسی: Benzidine) با فرمول شیمیایی C۱۲H۱۲N۲ یک ترکیب شیمیایی با شناسه پاب‌کم ۷۱۱۱ است. که جرم مولی آن ۱۸۴٫۲۴ g/mol می‌باشد. شکل ظاهری این ترکیب، جامد سفید است.